# Laburnocytisus adamii
Laburnocytisus adamii är en ärtväxtart som först beskrevs av Pierre Antoine Poiteau, och fick sitt nu gällande namn av Camillo Karl Schneider. Laburnocytisus adamii ingår i släktet Laburnocytisus och familjen ärtväxter. Inga underarter finns listade i Catalogue of Life.

## Bildgalleri

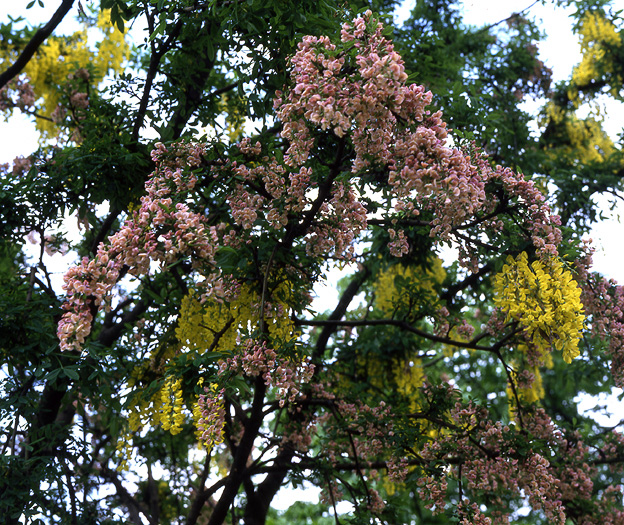
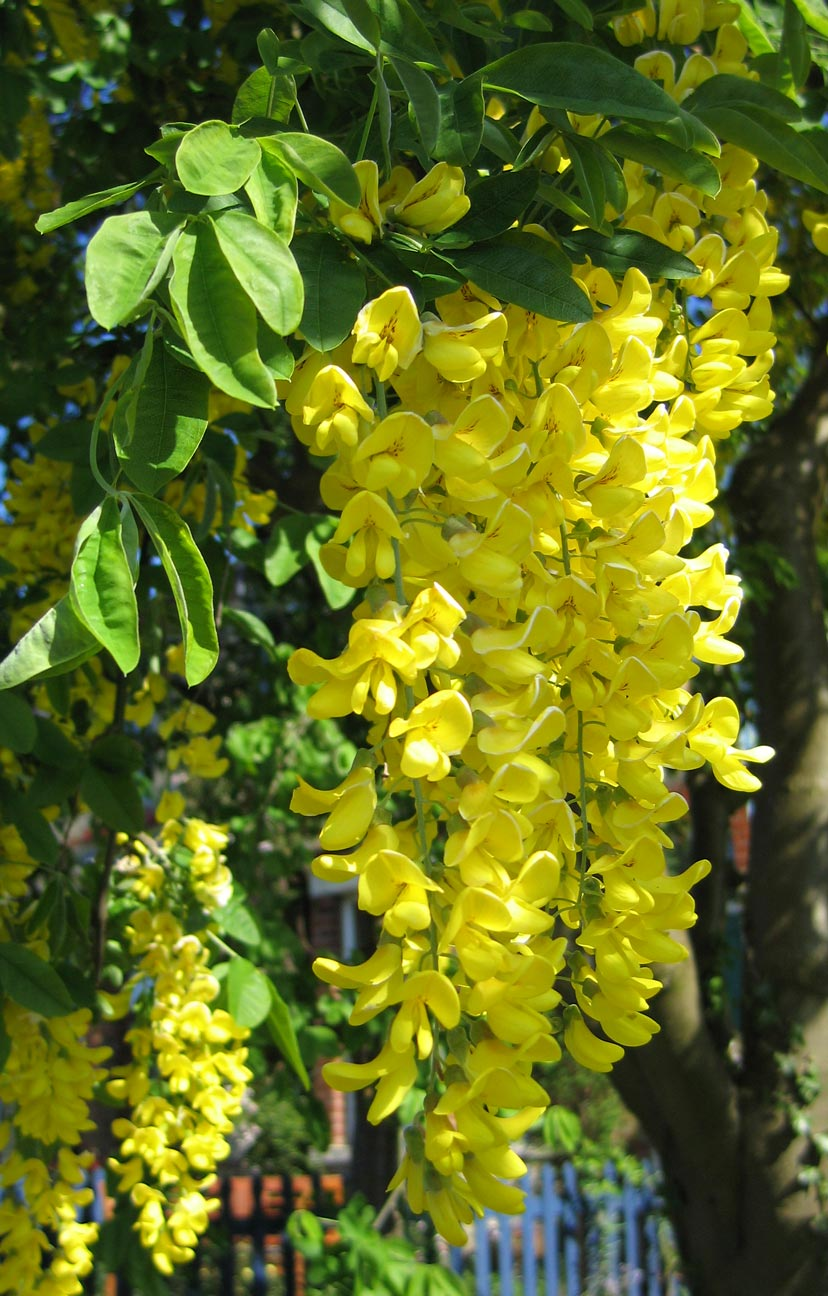
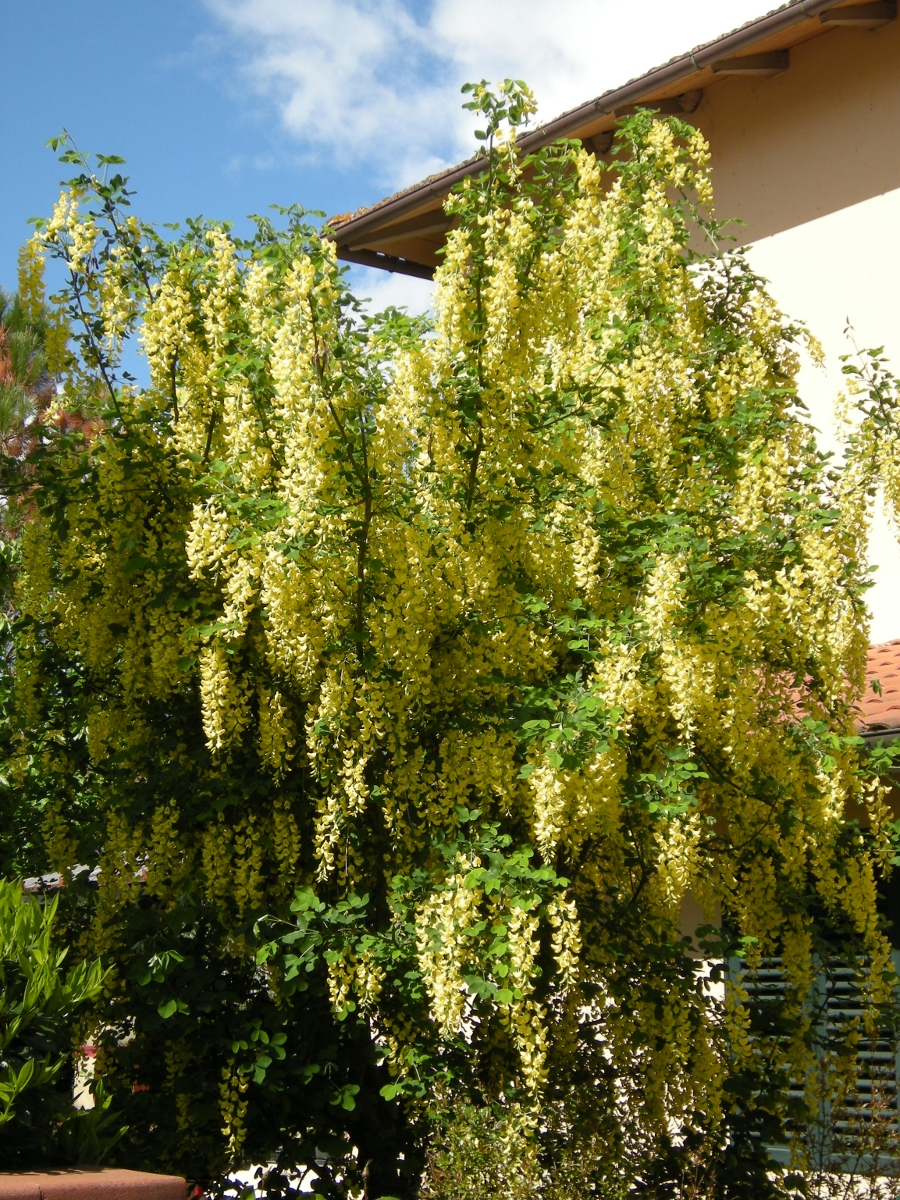